# Sparkasse Rastatt-Gernsbach
Die Sparkasse Rastatt-Gernsbach ist eine öffentlich-rechtliche Sparkasse mit Sitz in Rastatt in Baden-Württemberg. Sie entstand 1991 durch die Fusion der Bezirkssparkassen Rastatt und Gernsbach. Ihre Kundenzentren und Geschäftsstellen liegen im Landkreis Rastatt in den zwei räumlich nicht zusammenhängenden Gebieten der Vorgängerinstitute: Zum einen die Stadt Rastatt und umliegende Gemeinden in der Rheinebene, zum anderen die Stadt Gernsbach und umliegende Gemeinden im Murgtal.

## Geschichte
Die Rastatter Sparkasse nahm 1839 als Spar-Gesellschaft für das Oberamt Rastatt die Geschäfte auf. 1930 entstand aus ihr die Bezirkssparkasse Rastatt.
Die Bezirkssparkasse Gernsbach wurde 1857 auf Anregung des Amtmannes des Bezirksamts Gernsbach, Freiherr von Goeler, gegründet. Eine wichtige Rolle dabei hatte die Murgschifferschaft, in deren Büro die Sparkasse zunächst untergebracht war. Die Murgschifferschaft verzinste anfangs auch die Einlagen und stellte Kassier und Verwaltungsratsvorsitzenden. 1902 und 1903 gründete die Gernsbacher Sparkasse Filialen in Gaggenau und Forbach, 1914 hatte sie 8256 Einleger. 1920 nahm sie den Scheck-, Giro- und Kontokorrentverkehr auf.

## Organisationsstruktur
Die Sparkasse Rastatt-Gernsbach ist eine Anstalt des öffentlichen Rechts. Rechtsgrundlagen sind das Sparkassengesetz für Baden-Württemberg und die Satzung der Sparkasse. Organe der Sparkasse sind der Vorstand, der Verwaltungsrat und der Kreditausschuss.

## Geschäftszahlen
Die Sparkasse Rastatt-Gernsbach betreibt als Sparkasse das Universalbankgeschäft. Die Sparkasse Rastatt-Gernsbach wies im Geschäftsjahr 2023 eine Bilanzsumme von 2,032 Mrd. Euro aus und verfügte über Kundeneinlagen von 1,326 Mrd. Euro. Gemäß der Sparkassenrangliste 2023 liegt sie nach Bilanzsumme auf Rang 236. Sie unterhält 17 Filialen/Selbstbedienungsstandorte und beschäftigt 271 Mitarbeiter.

## Sparkassen-Finanzgruppe
Die Sparkasse Rastatt-Gernsbach ist Teil der Sparkassen-Finanzgruppe. Die Sparkasse vermittelt daher z. B. Bausparverträge der LBS, Investmentfonds der Deka und Versicherungen. Die Funktion der Sparkassenzentralbank nimmt die LBBW wahr.